# Шоу, Вернон
Вернон Лорден Шоу (англ. Vernon Lorden Shaw; 13 мая 1930, Розо, колония Британские Подветренные острова, Британская империя — 2 декабря 2013, Розо, Доминика) — 5-й президент Доминики в 1998—2003 годах.

## Биография
Окончил доминиканскую среднюю школу и оксфордский Тринити-колледж. Являлся местным проповедником методистской церкви.
В 1977—1990 годах был секретарём кабинета министров. 2 октября 1998 года был избран президентом на пятилетний срок в Парламенте ассамблеи страны от Объединённой рабочей партии (UWP). В тот же день он был приведён к присяге. На тайном партийном голосовании его поддержали 18 членов против 13. Вступил в должность 6 октября 1998 года. Покинул пост президента 1 октября 2003 года.
Умер 2 декабря 2013 года в больнице Принцессы Маргарет.